# Luis Flores (tenis de mesa)
Luis Rodrigo Bustamante Flores (nacido el 30 de octubre de 1987) es un jugador de tenis de mesa para chileno que compite en competiciones internacionales de tenis de mesa. Es campeón de los Juegos Parapanamericanos y campeón Panamericano. También compitió en los Juegos Paralímpicos de Verano de 2020, donde perdió en octavos de final.
Flores sufrió un derrame cerebral a los 18 años que lo llevó a usar una silla de ruedas.